# Хотинівка (Ніжинський район)
Хоти́нівка — село в Україні, у Мринській сільській громаді Ніжинського району Чернігівської області. Населення на 1 січня 2018 року становить 564 особи. 

## Історія
9 березня 2024 збори парафіян сільської Хрестовоздвиженської церкви ухвалили рішення про перехід до Православної церкви України.

## Населення

### Мова
Розподіл населення за рідною мовою за даними перепису 2001 року:
| Мова       | Кількість | Відсоток |
| ---------- | --------- | -------- |
| українська | 826       | 99.28%   |
| російська  | 5         | 0.60%    |
| білоруська | 1         | 0.12%    |
| Усього     | 832       | 100%     |